# Chordifex sinuosus
Chordifex sinuosus är en gräsväxtart som beskrevs av Barbara Gillian Briggs och Lawrence Alexander Sidney Johnson. Chordifex sinuosus ingår i släktet Chordifex och familjen Restionaceae. Inga underarter finns listade i Catalogue of Life.